# Chaetarcturus abyssalis
Chaetarcturus abyssalis är en kräftdjursart som först beskrevs av Yakov Avadievich Birstein 1963.  Chaetarcturus abyssalis ingår i släktet Chaetarcturus och familjen Antarcturidae. Inga underarter finns listade i Catalogue of Life.